# Jezioro Tarnobrzeskie

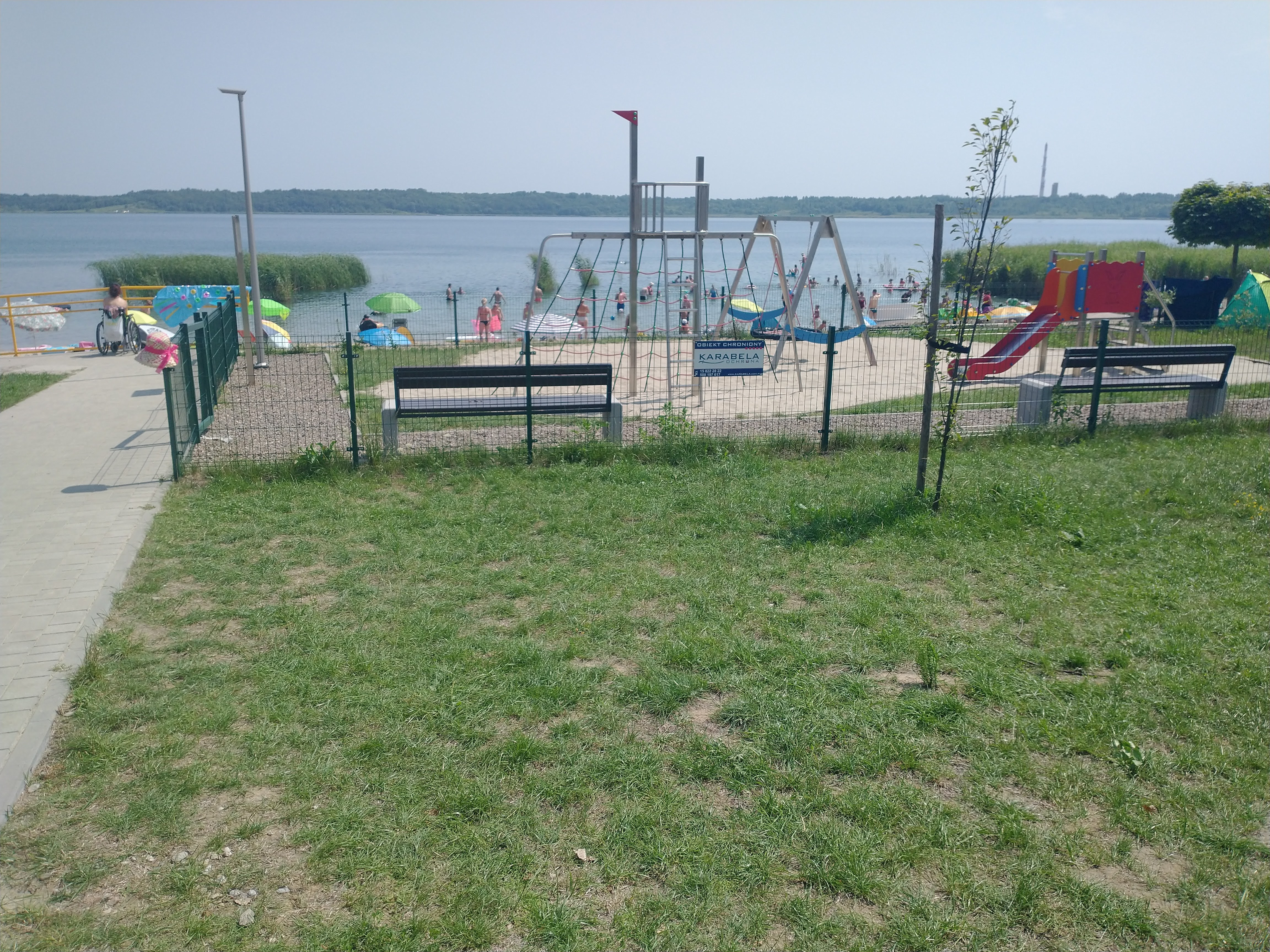
Plaża na brzegu zachodnim

Jezioro Tarnobrzeskie (dawniej Zalew Machowski) – zbiornik wodny utworzony poprzez zalanie wodą z pobliskiej Wisły wyrobiska górniczego o powierzchni 560 ha i głębokości do 42 m, pozostałego po odkrywkowej kopalni siarki w Tarnobrzegu.

## Nazwa zbiornika
Zbiornik ma charakter antropogeniczny, jest zbiornikiem poeksploatacyjnym i powstał w 2009 roku. Ze względu na to nie miał wyraźnie utrwalonej tradycyjnej nazwy. Jezioro znane było pod nazwą Jezioro Machowskie lub Zalew Machowski.
30 czerwca 2011 roku tarnobrzescy radni, działając na wniosek prezydenta miasta, kierując się tym, że miejscowość Machów została włączona do Tarnobrzega (i przestała figurować na mapach) oraz względami promocji miasta, wystąpili do Ministra Spraw Wewnętrznych i Administracji z wnioskiem o ustalenie oficjalnej nazwy zbiornika w brzmieniu Jezioro Tarnobrzeskie. 1 stycznia 2013 zbiornikowi nadano urzędową nazwę Jezioro Tarnobrzeskie.

## Historia
Pierwotnie na terenie obecnego jeziora znajdowały się wsie Machów i Kajmów. Wskutek odkrycia na tych terenach siarki miejscową ludność wysiedlono, a istniejące budynki zostały wyburzone.
Eksploatację siarki rozpoczęto w 1964 roku. Siarkę wydobywano metodą odkrywkową. Kopalnia była częścią Tarnobrzeskiego Zagłębia Siarkowego, w którym znajdowały się jedne z największych złóż siarki rodzimej na świecie. Z ziemi wydobytej w kopalni powstała Zwałka Dąbrowicka. Do 1992 roku w kopalni wydobyto ponad jedenaście milionów ton siarki. Z powodu gwałtownego spadku cen siarki zdecydowano o likwidacji kopalni.
Likwidacja kopalni trwała od 1994 roku, kiedy to zaczęto zabezpieczanie brzegów wyrobiska, w 2009 roku zalew został całkowicie wypełniony wodą. Skarb Państwa wydał na ten cel około 1,5 mld zł.

## Charakterystyka
Zbiornik wodny ma powierzchnię 455 ha i głębokość do 42 m (jest to czwarty najgłębszy sztuczny zbiornik w Polsce). Został on docelowo zagospodarowany na cele rekreacyjne. Dziewięćdziesiąt procent wpuszczanej wody ma I klasę jakości.

## Turystyka
Przy zalewie znajduje się mająca ponad trzy kilometry długości piaszczysta plaża z wydzielonymi miejscami dla turystów przebywających ze zwierzętami i miejscami do grillowania. W pobliżu kąpieliska znajdują się ścieżki pieszo-rowerowe. Przy zalewie funkcjonuje klub jachtowy Kotwica i baza nurkowa Ligi Obrony Kraju, a także znajdują się parkingi, sklepy, toalety, przebieralnie, wypożyczalnie rowerów wodnych, usługi hotelarskie i zaplecze gastronomiczne. W pobliżu jeziora znajdują się wodny plac rozrywki, place zabaw i park linowy. Nad jeziorem znajduje się długa na ponad pół kilometra tyrolka. Na dnie jeziora znajdują się obiekty celowe zatopione dla użytku nurków. Nad jeziorem znajduje się kamień z inskrypcją upamiętniającą wieś Machów oraz tablice prezentujące maszyny górnicze dawniej działające w kopalni siarki. 14 lipca 2012 roku na półwyspie Jeziora Tarnobrzeskiego zawitało Lato z radiem, wystąpili: Leszcze, Krzysztof Krawczyk oraz Stachursky; w 2013, 2014 i 2016 roku Lato z radiem ponownie zawitało nad Jezioro Tarnobrzeskie (na pamiątkę tych wydarzeń jeden ze znajdujących się na jeziorze półwyspów nazwano Cyplem Lata z Radiem). W 2020 i 2021 roku tereny w pobliżu Jeziora Tarnobrzeskiego zostały zrewitalizowane.

## Festiwal Nowy Brzeg – Nowa Fala
Nowy Brzeg – Nowa Fala jest odbywającym się nad Jeziorem Tarnobrzeskim festiwalem piosenki żeglarskiej, połączonym z regatami. Odbyło się osiem edycji tego festiwalu, corocznie w latach 2008–2015. Festiwal otrzymał nagrodę Błękitny Spinaker.